# Campeonato Mundial de Dardos PDC
O CMD Campeonato Mundial de Dardos é realizado no Palácio de Alexandra em Londres desde 2008, tendo sido anteriormente realizado no Taberna do Circo em Purfleet, Essex, de 1994 a 2007. Atualmente, o evento acontece dentro da parte do corredor oeste do palácio, o qual tem capacidade para 3.200 pessoas.